# الکساندرای زاکسه-آلتنبورگ
الکساندرای زاکسه-آلتنبورگ  (انگلیسی: Princess Alexandra of Saxe-Altenburg؛ زاده ۸ ژوئیهٔ ۱۸۳۰ درگذشته ۶ ژوئیهٔ ۱۹۱۱) یک نجیب‌زاده اهل آلمان و همسر دوک بزرگ کنستانتین نیکولایویچ پسر دوم نیکلای یکم روسیه بود. 

## نگارخانه

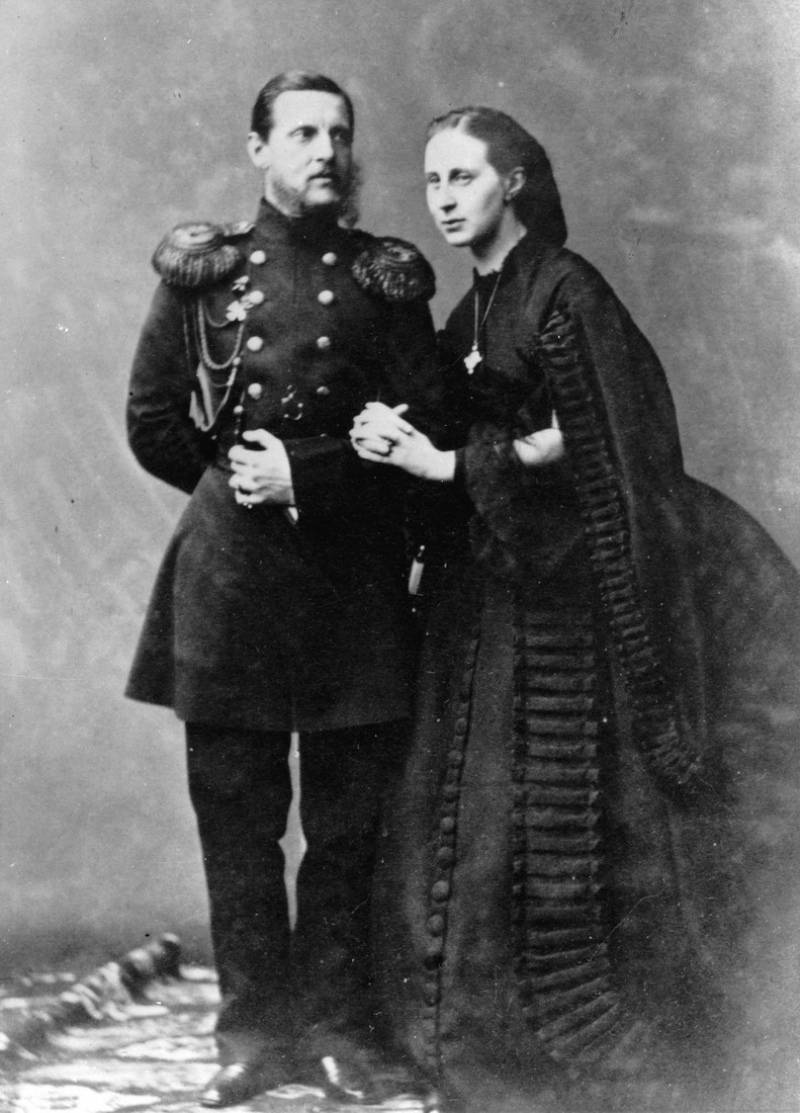